# 準大手私鉄
準大手私鉄（じゅんおおてしてつ）とは、日本の民営鉄道事業者（私鉄）の分類の一つで、中小私鉄の一種。準大手民鉄とも呼ばれる。
「大手私鉄」に対する語で、中小私鉄でありながら沿線地域の発展に伴って企業が成長し、鉄道事業が大手私鉄に準ずる規模まで増大した鉄道事業者が「準大手私鉄」と呼ばれる。
準大手私鉄・準大手民鉄の語は、公的機関や報道・出版においても用いられており、国土交通省も「準大手民鉄」の呼称を用いて分類している。しかし、大手私鉄、準大手私鉄および中小私鉄の明確な定義はない。業界団体である日本民営鉄道協会は、協会に加盟している72社のうち、「大手民鉄」（大手私鉄）16社以外の56社を総称して「地方民鉄」（中小私鉄）と呼んでいる。日本民営鉄道協会は、2000年代の中頃までは「準大手」の呼称も用いていたが、その基準が曖昧なため、現在では使っていない。
大手私鉄の承認は国土交通省などの公的機関ではなく、日本民営鉄道協会が行っており、鉄道事業者からの要望を受けて同協会理事会で審議の上、承認を受ければ大手私鉄とされる。そのため、日本民営鉄道協会に加盟していない鉄道事業者は事業規模にかかわらず大手私鉄とはみなされず、既に同協会に加盟していた東京地下鉄（東京メトロ）は民営化に伴い大手私鉄入りしたが、大阪市高速電気軌道 (Osaka Metro) は民営化後も同協会非加盟のため大手私鉄とはみなされない。一方で、準大手私鉄とされている3社のうち神戸高速鉄道は同協会に加盟していない。
また大手私鉄・準大手私鉄という場合、鉄道会社や企業グループの規模だけでなく、鉄道事業の規模が占める割合が重視される。一例として、遠州鉄道グループや静岡鉄道グループは連結売上高は大きいものの、グループ全体の利益に占める鉄道事業の割合は低い。また富士急行グループは売上高の多くを富士急ハイランドなどのレジャー産業などが占めている。こうした鉄道事業者は準大手私鉄とはみなされていない。

## 準大手私鉄の一覧

### 現在の準大手私鉄
2025年度現在、準大手私鉄とされているのは以下の3社である。3社の掲載順序は『鉄道要覧』に準ずる。日本民営鉄道協会（民鉄協）は、非加盟の神戸高速鉄道以外の2社を地方民鉄に分類している。
| No. | 会社名 （略称）                       | 本社所在地          | 民鉄協 | 設立                        | 資本金 （百万円） | 旅客営業 粁程 (km) | 駅数 （駅） | 備考                              | 出典   |
| --- | ------------------------------------- | ------------------- | ------ | --------------------------- | ----------------- | ------------------ | ----------- | --------------------------------- | ------ |
| 1   | 北大阪急行電鉄 （北大阪急行、北急）   | 大阪府 豊中市       | 加盟   | 1967年（昭和42年） 12月11日 | 1,500             | 8.4                | 6           | 第三セクター 阪急阪神東宝グループ | [ 8 ]  |
| 2   | 山陽電気鉄道 （山陽電鉄、山陽、山電） | 兵庫県 神戸市長田区 | 加盟   | 1933年（昭和8年） 6月6日    | 10,090            | 63.2               | 46          | 東証プライム上場 山陽電鉄グループ | [ 11 ] |
| 3   | 神戸高速鉄道 （神戸高速）             | 兵庫県 神戸市中央区 | 非加盟 | 1958年（昭和33年） 10月2日  | 100               | 7.6                | 6           | 第三セクター 阪急阪神東宝グループ | [ 12 ] |

### 過去の準大手私鉄
相模鉄道は、1990年5月31日、日本民営鉄道協会より大手私鉄への昇格が承認された。
神戸電鉄は、国土交通省監修・財団法人運輸政策研究機構発行の『数字でみる鉄道』によれば、2004年版までは準大手民鉄に分類されていたが、2005年版以降では中小民鉄に分類されている。なお、1980年代から1990年代前半には相模鉄道同様に大手私鉄に昇格する計画が存在した。
新京成電鉄と泉北高速鉄道は、いずれも準大手私鉄に区分されていたものの、2025年（令和7年）4月1日に、それぞれ親会社である京成電鉄・南海電気鉄道を存続会社として吸収合併されたため、法人格自体が消滅した。
| 現行 区分 | 会社名 （略称）                       | 本社所在地          | 民鉄協 | 設立                        | 資本金 (百万円) | 旅客営業 粁程 (km) | 駅数 (駅) | 備考 | 出典          |
| --------- | ------------------------------------- | ------------------- | ------ | --------------------------- | --------------- | ------------------ | --------- | --- | ------------- |
| 大手      | 相模鉄道 （相鉄）                     | 神奈川県 横浜市西区 | 加盟   | 1964年（昭和39年） 11月24日 | 100             | 35.9               | 25        | 東証一部上場 相鉄グループ・相鉄HD完全子会社 | [ 18 ]        |
| 中小      | 神戸電鉄 （神鉄）                     | 兵庫県 神戸市兵庫区 | 加盟   | 1926年（大正15年） 3月27日  | 11,710          | 69.6               | 47        | 東証一部上場 阪急阪神東宝グループ・神戸電鉄グループ | [ 20 ]        |
| 消滅      | 新京成電鉄 （新京成）                 | 千葉県 鎌ケ谷市     | 加盟   | 1946年（昭和21年） 10月23日 | 5,934           | 26.5               | 24        | 左記は合併時点の情報。 2022年（令和4年）まで東証スタンダードに上場 京成グループ・新京成電鉄グループ 2025年（令和7年）4月1日、親会社の京成電鉄に吸収合併。 | [ 22 ] [ 15 ] |
| 消滅      | 泉北高速鉄道 （泉北高速、泉北、泉鉄） | 大阪府 和泉市       | 加盟   | 1965年（昭和40年） 4月1日   | 4,000           | 14.3               | 6         | 左記は合併時点の情報。 南海グループ・泉北高速鉄道グループ（旧・OTKグループ） 2025年（令和7年）4月1日、親会社の南海電気鉄道に吸収合併。                    | [ 24 ] [ 16 ] |